# Larry Van Kriedt
Larry Van Kriedt (født i USA omkring 1954) var AC/DC's første bassist. Han blev ansat ved bandets dannelse i 1973. Han spiller også saxofon.

## Liv og karriere
Van Kriedt blev født ind i en musikalsk familie i San Francisco. Hans far var den berømte jazzmusiker David Van Kriedt, der komponerede, optrådte og indspillede med store kunstnere som Dave Brubeck, Paul Desmond, Stan Kenton og mange flere. I hele Larrys liv har musikken været en central del; især jazz. Som niårig begyndte han at spille kontrabas, guitar som tolvårig, og som femtenårig kunne han tilføje saxofon og vokal. Han studerede endvidere jazz, harmoni, komposition og musisk bearbejdelse med sin far.
I 1969 flyttede familien til Sydney, hvor Van Kriedt mødte Angus Young kort efter ankomsten. Han begyndte at mødes med Angus og hans bror, Malcolm. I denne periode blev Larry beskrevet som en dygtig jazzguitarist. En af hans første studieoptagelser var som bassist i AC/DC i 1973.

### AC/DC
Van Kriedt spillede med bandet i cirka fire måneder, og blev i februar 1974 afløst af Neil Smith. I de næste måneder skiftede AC/DC bassist mange gange, og Van Kriedt blev, efter Rob Baileys fyring, genansat et par dage i januar 1975. Derefter blev det besluttet, at rollen som bassist skulle udfyldes af enten Malcolm eller storebroderen George, indtil en mere permanent løsning var fundet. Denne løsning kom i form af Mark Evans i marts 1975. Van Kriedt er også det eneste AC/DC-medlem der er blevet født i USA.

### Efter AC/DC
Larry Van Kriedt har spillet mange forskellige musikgenrer og har været involveret i produktionen af mange albums både som musiker og producer. I dag ejer og driver han sit ejet pladestudie. De bands Van Kriedt var medlem af er blandt andet: The Eighty Eights, Non Stop Dancers, Def FX, Afram, The LPs, and The Larry Van Kriedt Quartet. Han har skrevet og indspillet sange, der har haft succes i Australien, Japan, New Zealand, USA og Europa, og har desuden arbejdet i Nordafrika og turneret i hele verden.
Mellem 1997 og 1999 boede han i Marokko, hvor han med bandet Afram lavede radio, fjernsyn og koncerter som for eksempel den første Gnawa Festival i Essaouria. Han skaffede desuden midler til velgørenhedsorganisationen B.A.Y.T.I. Efter opholdet i Marokko begyndte han at rejse verden rundt som gademusikant – han spillede jazz på gaderne i London, Provence og Sydney. Det var her, han startede med at lave akkompagnementer til kendte jazzsange og -melodier.
I 2002 startede Van Kriedt den første netbutik, der sælger jazzakkompagnementer, Jazzbacks.com.
I 2007 arbejdede han med Paul Agbakoba i The LPs